# Marleen Pot
Marleen Pot (Enschede, 29 juli 1988) is een Nederlands voormalig shorttrackster.
Pot werd in 2003 Nederlands kampioene C-junioren en twee jaar later Nederlands kampioene B-junioren. In 2006 nam ze namens Nederland deel aan het Wereldkampioenschap voor junioren en werd ze geselecteerd voor de Nationale Training Selectie.

## Persoonlijke records
| Afstand    | Tijd     | Datum    | Baan           | Land |
| ---------- | -------- | -------- | -------------- | ---- |
| 500 meter  | 48,524   | 07-01-06 | Miercurea Ciuc | ROU  |
| 800 meter  | 1.24,402 | 16-10-05 | Den Haag       | NED  |
| 1000 meter | 1.40,425 | 05-11-05 | Bormio         | ITA  |
| 1500 meter | 2.33,179 | 04-12-05 | Heerenveen     | NED  |